# Lewi Lesser

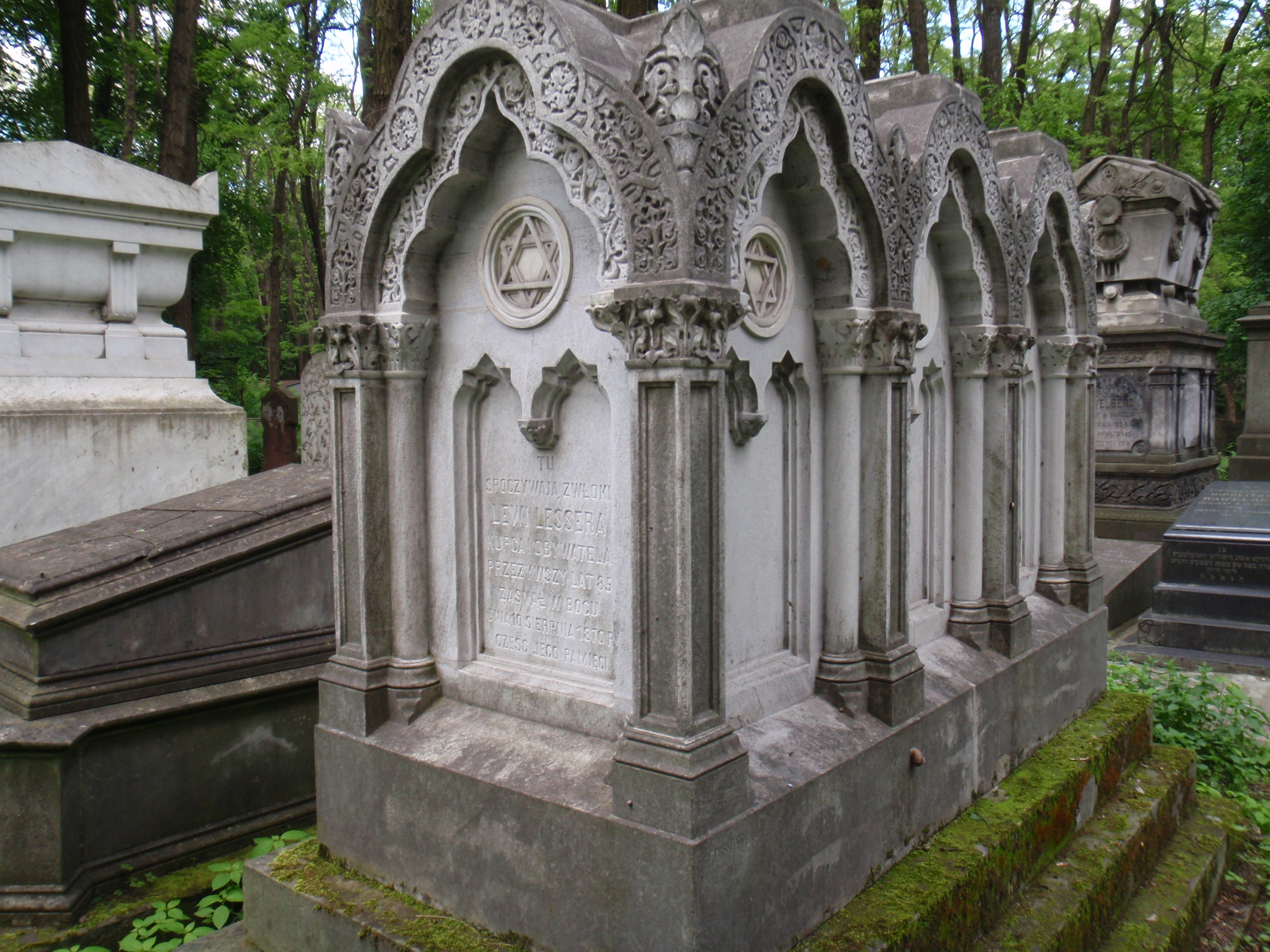
Grób Lewiego Lessera na cmentarzu żydowskim w Warszawie

Lewi Lesser (ur. 15 lipca 1791 w Warszawie, zm. 10 sierpnia 1870 tamże) – polski kupiec żydowskiego pochodzenia.
Urodził się jako syn kupca Abrahama pochodzącego z Leszna i Żanety Levy (1740-1835). Wraz z braćmi Zygmuntem i Maurycym założył dom handlowy pod firmą Bracia Lesser, którym później kierował. Był kupcem I Gildii Kupieckiej.
Był żonaty z Różą Loewenstein (1790-1840), z którą miał dwanaścioro dzieci: Helenę (1812-1894, żonę Zygmunta Merzbacha), Aleksandra (1814-1884, artystę malarza), Jakuba (ur. 1816), Stanisława (1817-1890, bankiera i dyplomatę), Zygmunta (1818-1896, szambelana papieskiego), Daniela (1821-1884, kupca), Izaaka (1824-1829), Franciszkę (ur. 1825), Izydora Józefa Leopolda (ur. 1826, zaginął w 1852, artysta muzyk), Zofię (1828-1876), Jeremiasza (1829-1837) i Henryka (ur. 1840).
Został pochowany na cmentarzu żydowskim przy ulicy Okopowej w Warszawie (kwatera 20, rząd 9).